# Calathea densa
Calathea densa là một loài thực vật có hoa trong họ Marantaceae. Loài này được (K.Koch & Linden) Regel mô tả khoa học đầu tiên năm 1866.